# Muzeum Picassa w A Coruñi
Muzeum Picassa w A Coruñi (La Casa Museo Picasso, dosłownie tłumaczone jako Dom-Muzeum Picassa) – muzeum znajdujące się w A Coruñi, otwarte 18 grudnia 2002 roku. Znajduje się na drugim piętrze ulicy Payo Gómez 14, w centrum miasta.

## Historia
Jest to dom, w którym mieszkał malarz Pablo Picasso w latach 1891–1895, będąc dzieckiem. Jest to typowy dom z XIX wieku w rozbudowanej części A Coruñi, zachowany w takim samym stanie, w jakim znajdował się, gdy mieszkała tam jego rodzina: z meblami, przedmiotami i oryginalnym wyposażeniem.

## Zbiory
W muzeum prezentowane są reprodukcje 33 dzieł, z których cztery pochodzą od ojca Picassa, a pozostałe stworzył młody Picasso podczas pobytu w mieście. Obrazy te wkomponowane są w wystrój domu, w różnych pomieszczeniach, z wyjątkiem sypialni. Wśród dzieł (których oryginały znajdują się w innych muzeach) znajdują się oleje na płótnie, oleje na drewnie, rysunki ołówkiem i piórem, tusze, węgiel i akwarele.
Ponadto, własnością muzeum jest oryginalny egzemplarz rycin Sueño y mentira de Franco, który na początku 2019 roku został wypożyczony do Muzeum Picassa w Buitrago del Lozoya.